# Établissement urbain de Vechkaïma
L'établissement urbain de Vechkaïma (Вешка́ймское городско́е поселе́ние) est une entité municipale de Russie du raïon (arrondissement) de Vechkaïma formée en 2005 dans l'oblast d'Oulianovsk. Son siège administratif est le bourg ouvrier de Vechkaïma. Il est dirigé par Taïssia Nikolaïevna Chalaïeva. 

## Population
| Année | Habitants |
| ----- | --------- |
| 2010  | 10136     |
| 2012  | 9872      |
| 2015  | 9233      |
| 2017  | 8936      |
| 2021  | 8300      |

## Subdivisions
L'établissement urbain de Vehklaïma est formé de dix localités: un bourg ouvrier et neuf villages ou hameaux.
- Bely Klioutch, village de 163 habitants
- Khovrino, village de 366 habitants
- Kotiakovka, hameau de 90 habitants
- Krasny Bor, village de 817 habitants
- Oborino, hameau inhabité
- Ozerki, village de 145 habitants
- Vechkaïma, bourg ouvrier de 5 783 habitants
- Vechkaïma, village de 1 145 habitants
- Vyrypaïevka, hameau de 34 habitants
- Zalesny, hameau de 457 habitants

NB: Chiffres de 2020.